# Lewis Neal
Lewis Ryan Neal (Leicester, 14 de julio de 1981) es un exfutbolista y entrenador inglés. Jugaba de centrocampista. 

## Clubes

### Como jugador
| Club                          | País           | Año       |
| ----------------------------- | -------------- | --------- |
| Stoke City                    | Inglaterra     | 2000-2005 |
| Íþróttabandalag Vestmannaeyja | Islandia       | 2001      |
| Preston North End             | Inglaterra     | 2005-2009 |
| Notts County                  | Inglaterra     | 2008      |
| Carlisle United               | Inglaterra     | 2009      |
| Shrewsbury Town               | Inglaterra     | 2009-2011 |
| Orlando City (USL)            | Estados Unidos | 2011      |
| D.C. United                   | Estados Unidos | 2012-2014 |
| Orlando City                  | Estados Unidos | 2015      |
| Orlando City B                | Estados Unidos | 2016-2017 |
| Orlando SeaWolves (indoor)    | Estados Unidos | 2018-2019 |

### Como entrenador
| Club                                 | País           | Año       |
| ------------------------------------ | -------------- | --------- |
| Central Florida Panthers (Asistente) | Estados Unidos | 2021-2022 |
| Miami FC (Asistente)                 | Estados Unidos | 2022-2023 |
| Miami FC (Interino)                  | Estados Unidos | 2023      |

## Palmarés

### Campeonatos nacionales
| Título                    | Club         | País           | Año  |
| ------------------------- | ------------ | -------------- | ---- |
| USL Professional Division | Orlando City | Estados Unidos | 2011 |
| Lamar Hunt U.S. Open Cup  | D.C. United  | Estados Unidos | 2013 |